# Wynncraft
Wynncraft（ウィンクラフト）は、『Minecraft』のファンタジーMMORPGサーバーである。Jumla、Salted、Grianが作成し、2013年4月に公開された。サーバー所有者の1人であるSaltedによると、2021年3月時点で290万人以上のプレイヤーがプレイしている。

## ゲームプレイ
Wynncraftのゲーム内容として、クエストの完了、ギルドへの参加、ダンジョンのクリア、ボスとの戦いがある。Wynncraftで知られている5つの地方の1つであるFruma地方にて、プレイヤーはチュートリアルを開始する前に、Archer、Assassin、Mage、Warrior、Shamanからクラスを選択する必要がある。サーバー内の世界の大きさは約4,400 x 5,500ブロック（メートル）で、Wynn、Corkus、Gavel、Silent Expanseの4つの地方から構成されており、各地方は島々のある海で区切られている。WynncraftのデザインはMMORPGの『RuneScape』に触発されており、2021年時点で数百以上のクエストがある。『Minecraft』自体のコストを除けば、サーバーは無料でプレイでき、プレイヤーはゲーム内のコスメティックアイテムを購入することができる。

## 評価
Wynncraftは概ね好意的な評価を受けた。「Kotaku Australia」のルーク・プランケットはWynncraftのマップを賞賛し、サーバーを「完全で適切なMMO」と呼んだ。「Tech Times」のカール・ベラスコは、このサーバーは「気が狂っており」、「Minecraft独自のサンドボックスエンジンを使用して作成できるものの見事な例」だと述べた。「PC Gamer」のオースティン・ウッドは「できることすべてに圧倒され続けた」と述べている。ギネス世界記録によると、2017年7月4日時点で、WynncraftはMinecraftで構築された最大のMMORPGである。